# Ludwik Mierosławski
Ludwik Adam Mierosławski (Nemours, 17 gennaio 1814 – Parigi, 22 novembre 1878) è stato un rivoluzionario, generale e scrittore polacco.

## Biografia
Nacque in Francia dal colonnello Adam Kasper Mierosławski (1785–1837), ufficiale del Ducato di Varsavia e della Legione polacca durante l'età napoleonica, nonché aiutante del generale francese Louis Nicolas Davout che fu padrino di Ludwik Mierosławski. La madre, Camilla Notte de Vaupleux, era francese d'origine. Suo fratello, Adam Mierosławski, divenne ingegnere e capitano navale.
Già nel 1830-1831 Ludwik aveva combattuto nella rivolta di Novembre contro il dominio russo in Polonia e, dopo il suo fallimento, emigrò in Francia dove visse tenendo lezioni e conferenze sulla storia slava e sulla teoria militare. Scelto come comandante della sollevazione della Grande Polonia (1846), fu arrestato dai prussiani, condannato a morte e poi graziato dal re Federico Guglielmo IV di Prussia nel marzo 1848, durante la cosiddetta primavera dei popoli. 
Combatté da dicembre 1848 in Sicilia durante la rivoluzione indipendentista contro i Borbone, dove al comando dell'esercito costituzionale del Regno di Sicilia contrastò il Filangieri  e fu ferito il 7 aprile 1849 durante la battaglia di Catania. 
Nel Granducato di Baden comandò l'esercito rivoluzionario nel giugno 1849, all'epoca delle sollevazioni in numerosi stati della Germania.
Quindi fu nel Palatinato per poi rientrare in Francia. In seguito venne a contatto con i patrioti italiani fra cui Giuseppe Garibaldi e, nel 1863-1864, fu il primo dei quattro "dittatori" della rivolta di Gennaio dei polacchi contro l'impero russo.